# 磷酸二酯酶

环磷酸鸟苷(cGMP)

环腺苷酸(cAMP)

磷酸二酯酶（英語：Phosphodiesterase，简称为PDE）能夠水解磷酸二酯鍵。由於在細胞內生化途徑的廣泛運用，磷酸二酯酶通常指的是環核苷酸磷酸二酯酶，將環狀核苷酸，也就是细胞内第二信使（环磷酸腺苷或环磷酸鸟苷等）的磷酸二酯鍵水解，从而中止这些第二信使所传导的生化作用。
磷酸二酯酶可依以下的特性分类为11型，PDE1至PDE11。
1. 胺基酸序列
2. 底物特异性
3. 调节性质
4. 药理性质
5. 细胞组织分布

磷酸二酯酶抑制剂是一种抑制磷酸二酯酶活性的药物。例如，西地那非是一种能高选择性地抑制人体内5型磷酸二酯酶（PDE5）活性的磷酸二酯酶抑制剂。
咖啡因同樣抑制磷酸二酯酶活性，藉此提高細胞內cAMP的濃度，使人比較不想睡眠。